# Plazy
Plazy (en allemand : Plaß) est une commune du district de Mladá Boleslav, dans la région de Bohême-Centrale, en République tchèque. Sa population s'élevait à 500 habitants en 2020.

## Géographie
Plazy se trouve à 5 km à l'est du centre de Mladá Boleslav et à 54 km au nord-est de Prague.
La commune est limitée par Dolní Stakory au nord, par Židněves au nord-est, par Kolomuty à l'est et au sud-est, par Řepov au sud, et par Mladá Boleslav et Kosmonosy à l'ouest.

## Histoire
La première mention écrite de la localité date de 1322.

## Administration
La commune se compose de deux quartiers :
- Plazy
- Valy

## Transports
Par la route, Koryta se trouve à 6 km de Mladá Boleslav et à 62 km du centre de Prague.